# Creu al Mèrit de Guerra (Itàlia)
La Creu al Mèrit de Guerra (italià: Croce al Merito di Guerra) és una condecoració italiana creada el 7 de gener de 1922 pel Rei Víctor Manuel III.
Mitjançant Reial Decret 195 de 7 de gener de 1922, s'instaurà la "Creu de Bronze al Mèrit de Guerra", per a ser atorgada com a recompensa al valor militar a aquells que fossin mencionats als despatxos". El nombre de les seves concessions era il·limitat.
Amb un Reial Decret de 4 de novembre de 1932 s'especificava que se situava immediatament després de la Medalla de Bronze al Valor Militar, així com que només s'atorgaria en temps de guerra; però des del 17 d'octubre de 1941 passà a situar-se darrere de la Creu de Guerra al Valor Militar
També era atorgada a tots aquells que, ferits en combat, rebien la Medalla dels Ferits o aquells que, mencionats pel mèrits de guerra, rebien una promoció. També la rebien tots aquells que haguessin realitzat un acte meritori que no justifiqués la concessió de la Medalla al Valor Militar.

## Disseny
Una creu grega de bronze, amb una longitud de 37mm. A la part frontal de la creu, sobre el braç horitzontal, apareix la inscripció "Merito di Guerra", al braç inferior hi ha una espasa romana apuntant cap a dalt, i a la part superior el monograma reial (VE III sota una corona) A partir de 1946, el monograma reial va ser reemplaçat pel monograma RI. Al revers de la creu apareix una estrella de 5 puntes sobre un fons de raigs.
Penja d'una cinta de 37mm, en color blau cel, amb dues franges blanques al mig, cadascuna de 5mm, amb una separació de 8mm.
Les medalles successives s'indiquen mitjançant una corona de bronze sobre el galó. Amb la República, la corona va ser modificada per una estrella.